# Горошова

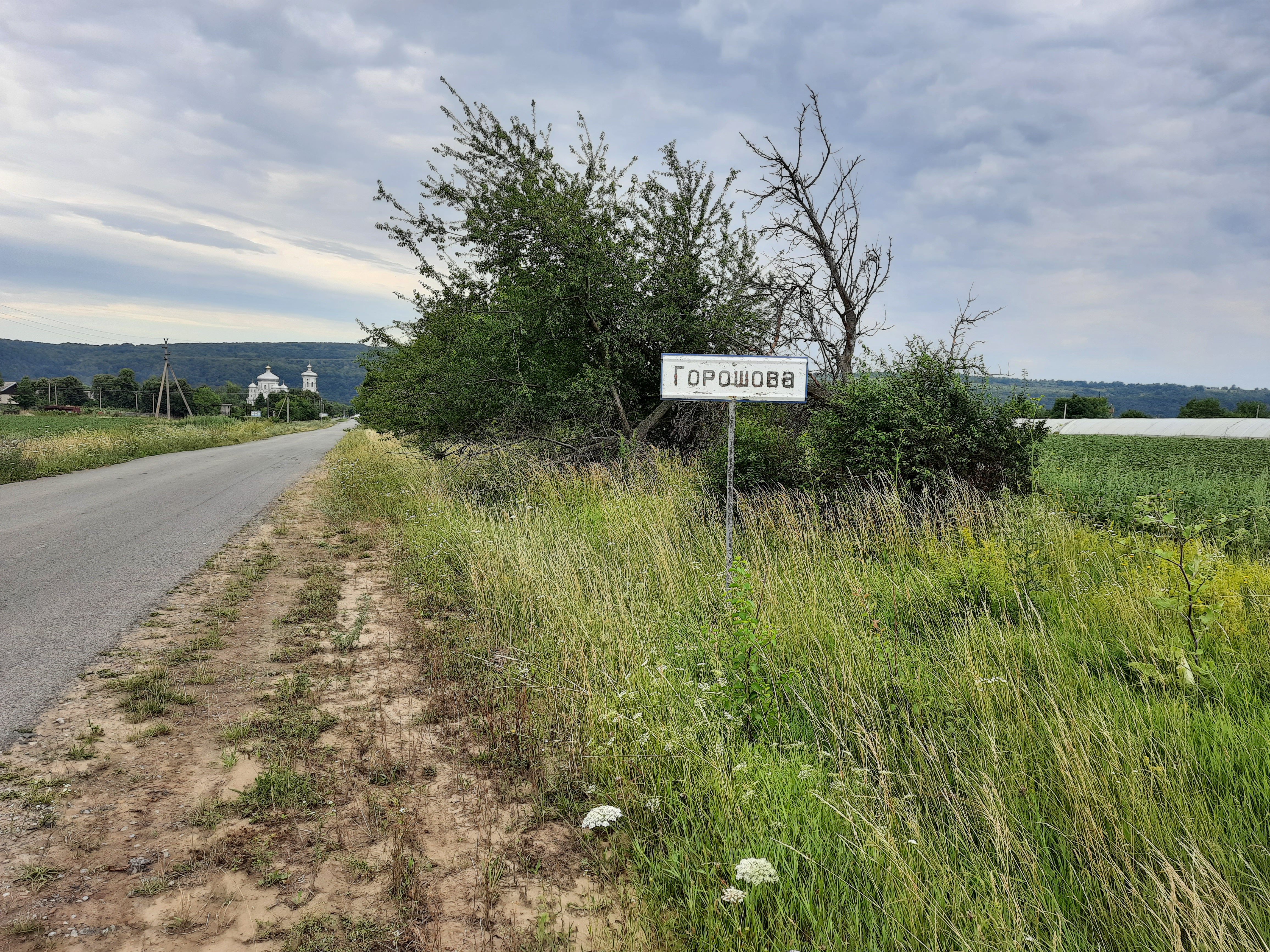
Дорожній знак при в'їзді в село

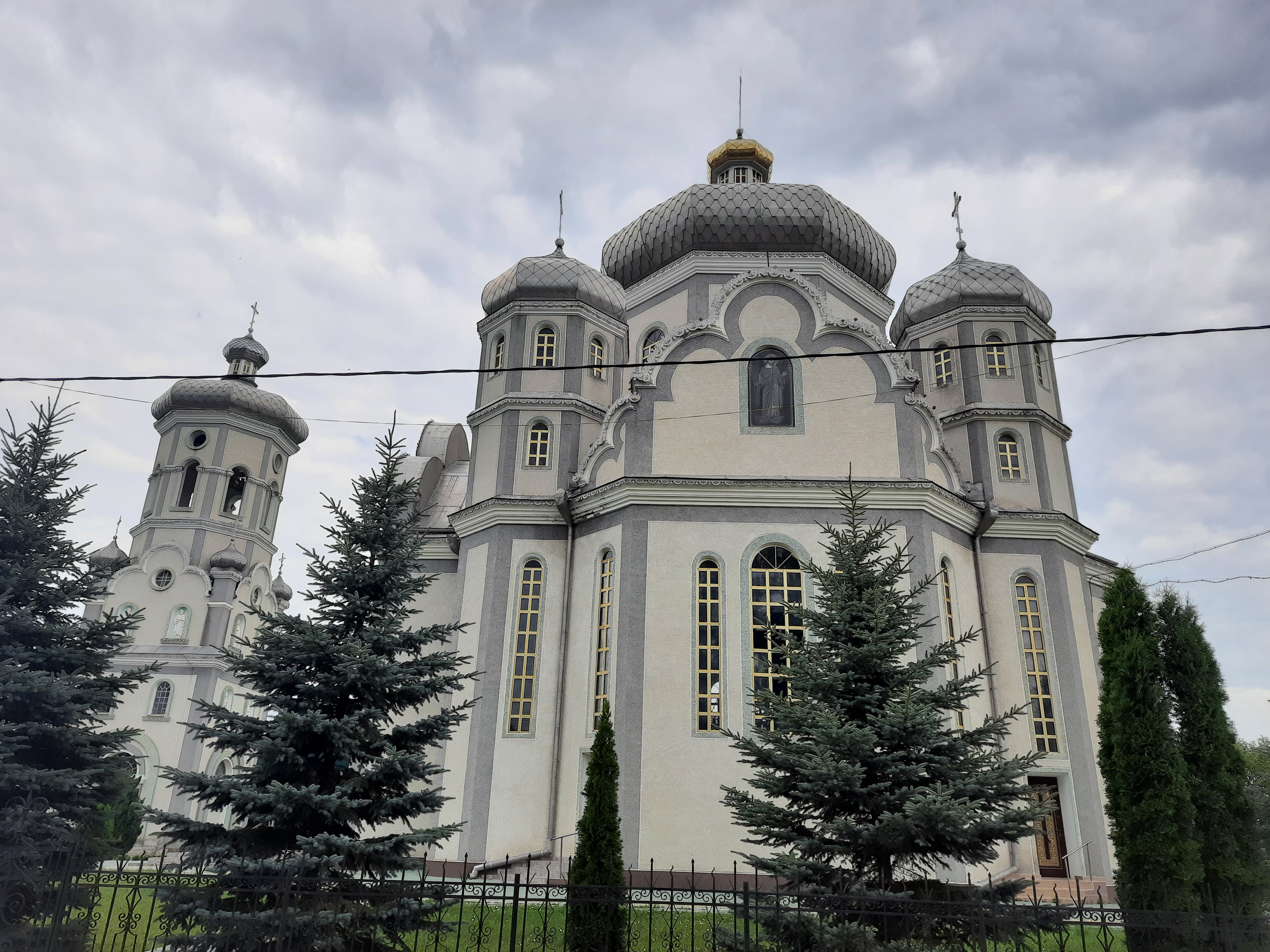
Церква Святої Преподобної Параскеви Сербської (1993р)

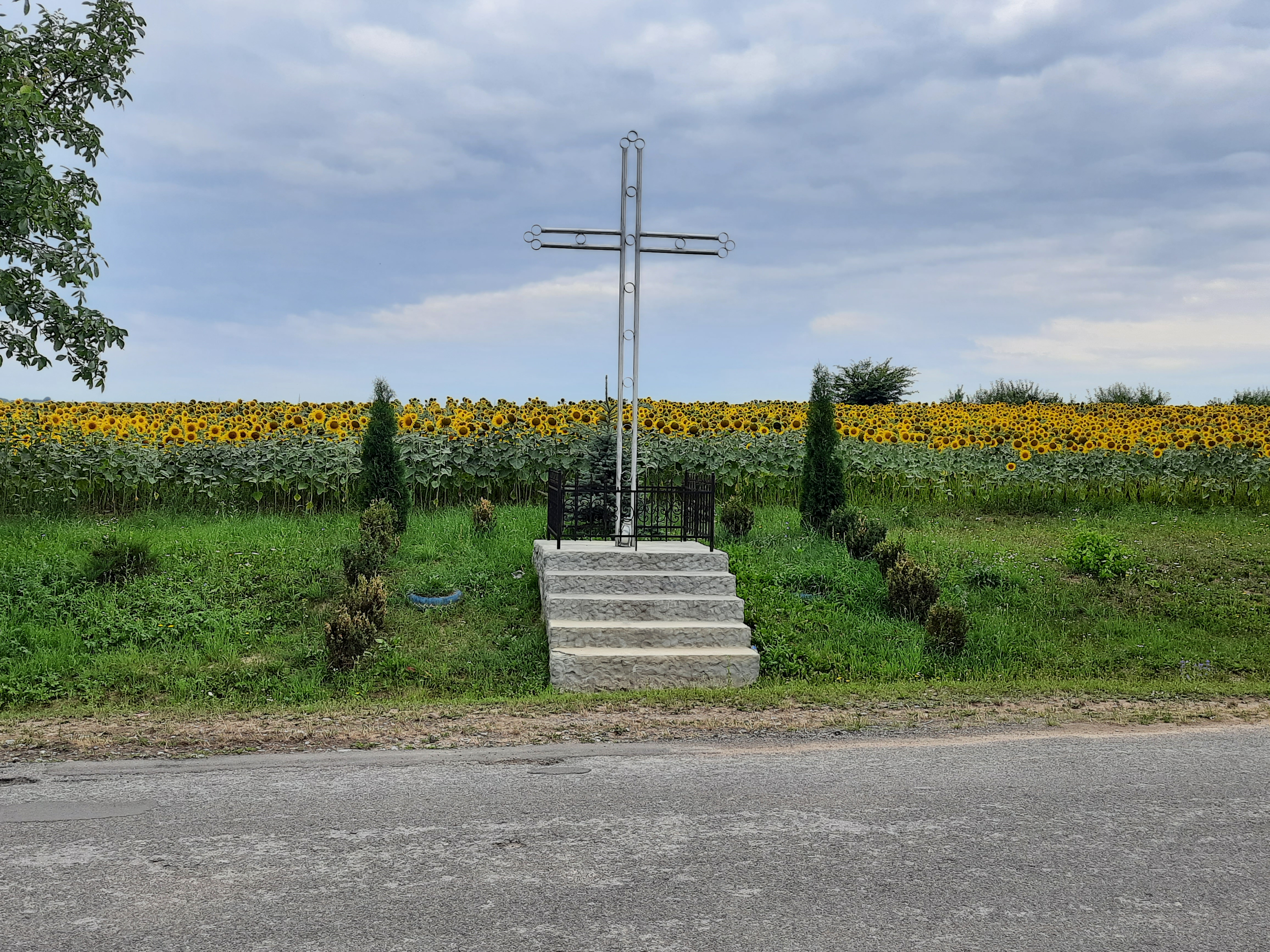
Пам'ятний хрест на околиці села

Горошова́ — село в Україні, у Мельнице-Подільській селищній громаді Чортківського району Тернопільської області .
Розташоване на півдні району, над річкою Дністер.
Поштове відділення.
На початку січня в Горошовій регулярно відбуваються театралізовані фестивалі Маланок. Учасники — представники різних регіонів України та зарубіжжя.

## Географія
Село розташоване на відстані 382 км від Києва, 118 км — від обласного центру міста Тернополя та 28 км від  міста Борщів.
Сусідні населені пункти:

### Клімат
Для села характерний помірно континентальний клімат. Горошова розташована у «теплому Поділлі» — найтеплішому регіоні Тернопільської області.
| Клімат Горошової                                     | Клімат Горошової | Клімат Горошової | Клімат Горошової | Клімат Горошової | Клімат Горошової | Клімат Горошової | Клімат Горошової | Клімат Горошової | Клімат Горошової | Клімат Горошової | Клімат Горошової | Клімат Горошової | Клімат Горошової |
| Показник                                             | Січ.             | Лют.             | Бер.             | Квіт.            | Трав.            | Черв.            | Лип.             | Серп.            | Вер.             | Жовт.            | Лист.            | Груд.            |                  |
| Середній максимум, °C                                | −0,6             | 1,2              | 6,6              | 15,1             | 20,8             | 23,8             | 24,8             | 24,3             | 20,4             | 14,2             | 6,8              | 1,8              |                  |
| Середня температура, °C                              | −4,1             | −2,3             | 2,4              | 9,6              | 15,1             | 18,4             | 19,6             | 18,9             | 15,0             | 9,4              | 3,5              | −1,2             |                  |
| Середній мінімум, °C                                 | −7,6             | −5,8             | −1,8             | 4,2              | 9,5              | 13,0             | 14,4             | 13,5             | 9,7              | 4,6              | 0,3              | −4,2             |                  |
| Норма опадів, мм                                     | 31               | 30               | 32               | 53               | 73               | 98               | 96               | 61               | 52               | 34               | 34               | 36               |                  |
| ---------------------------------------------------- | ---------------- | ---------------- | ---------------- | ---------------- | ---------------- | ---------------- | ---------------- | ---------------- | ---------------- | ---------------- | ---------------- | ---------------- | ---------------- |
| Джерело: http://en.climate-data.org/location/266227/ |                  |                  |                  |                  |                  |                  |                  |                  |                  |                  |                  |                  |                  |

## Історія
Поблизу Горошови виявлено плитове поховання доби бронзи.
Згадується 12 березня 1470 року в книгах галицького суду.
Перша писемна згадка — 1785, згідно з написом на фундаменті старої церкви.
Діяли товариства «Просвіта», «Сільський господар», «Луг», кооператив.
1930 — внаслідок пожежі згоріли будівлі на двох вулицях.
1941 – під час етапування на схід, в м.Умань, більшовиками було розстріляно 31 мешканця села. 
1942 і 1964 — Горошову підтопили води Дністра.
Навіть за радянських часів, незважаючи на заборону, мешканці села щорічно в ніч проти 14 січня організовували походи Маланок.
До 2015 центр Горошівської сільської ради. Від вересня 2015 року ввійшло у склад Мельнице-Подільської селищної громади.
12 червня 2020 року, відповідно до розпорядження Кабінету Міністрів України № 724-р «Про визначення адміністративних центрів та затвердження територій територіальних громад Тернопільської області» увійшло до складу Мельнице-Подільської селищної громади.
19 липня 2020 року, в результаті адміністративно-територіальної реформи та ліквідації Борщівського району, село увійшло до складу Тернопільського району.

## Релігія
- церква святої Параскеви Тарновської (1798, мурована, УГКЦ),
- церква Святої Преподобної Параскеви Сербської (1993, мурована, ПЦУ).

## Соціальна сфера
Діють загальноосвітня школа І-III ступенів, бібліотека, амбулаторія, дошкільний навчальний заклад "Вишиваночка"

## Пам'ятники
Споруджено пам'ятники:

Пам'ятник Тарасові Шевченку

- полеглим у німецько-радянській війні воїнам-односельцям (1968)
- Т.Шевченку (1991).

Встановлено пам'ятні хрести:
- на честь скасування панщини
- полеглим воякам УПА (1992)
- односельцям, репресованим радянською владою (1990)

Насипано могилу землякам, загиблим у І Світовій війні, та символічну могилу «Борцям за волю України» (1990).
Пам'ятник Т. Шевченку
Щойновиявлена пам'ятка монументального мистецтва.
Встановлений 1991 р.
Погруддя — карбована мідь, постамент — цегла, бетон.
Скульптура — 0,8 м, постамент — 1,6х0,8х0,8 м, площа — 0,0003 га.

## Населення

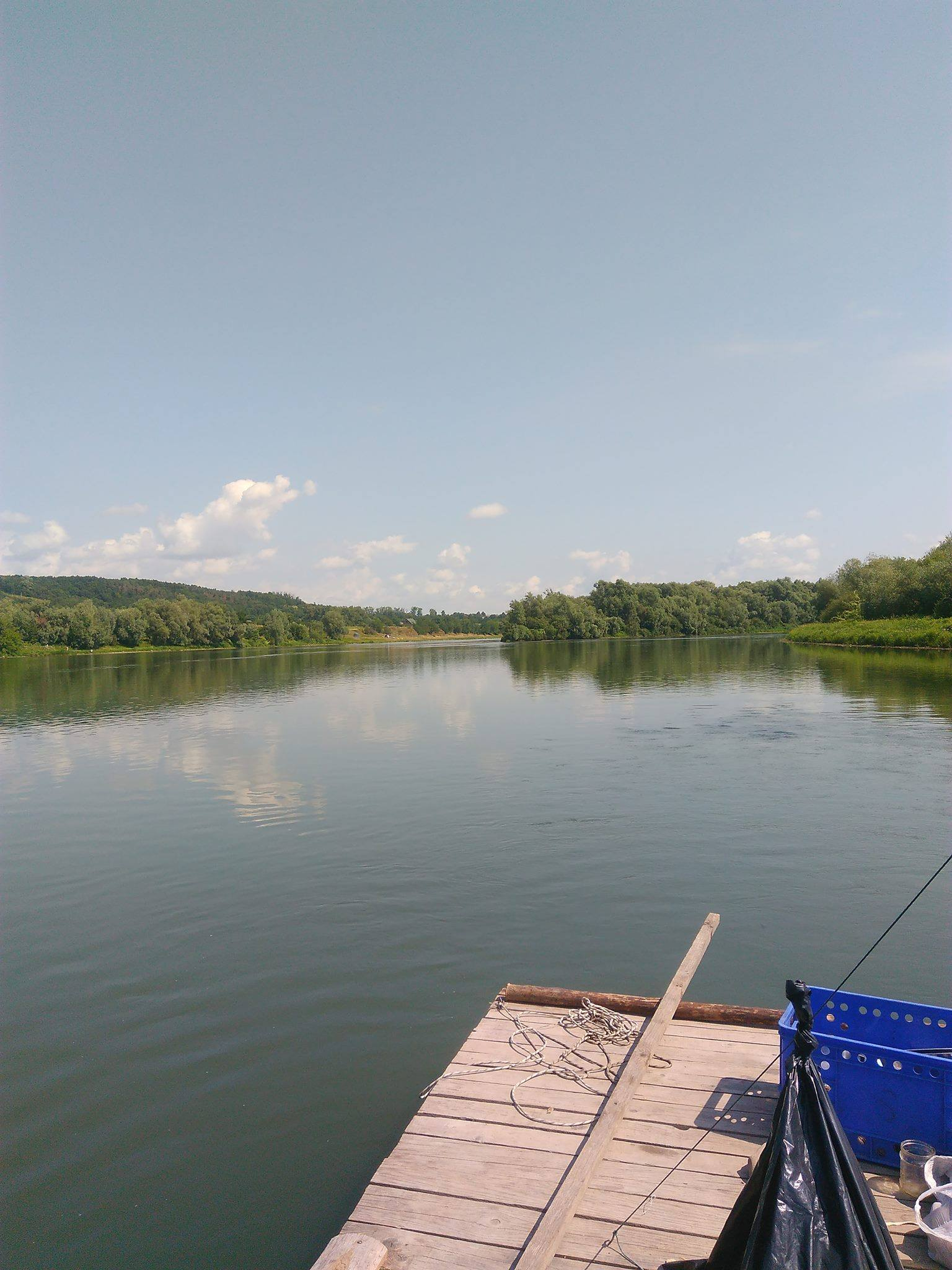
Річка Дністер перед Горошовою

Згідно з переписом УРСР 1989 року чисельність наявного населення села становила 1889 осіб, з яких 871 чоловік та 1018 жінок.
За переписом населення України 2001 року в селі мешкала 1871 особа.
Населення — 1936 осіб станом на 2003 рік.

### Мова
Розподіл населення за рідною мовою за даними перепису 2001 року:
| Мова       | Кількість | Відсоток |
| ---------- | --------- | -------- |
| українська | 1890      | 99.95%   |
| білоруська | 1         | 0.05%    |
| Усього     | 1891      | 100%     |

### Мовні особливості
Село належить до терену поширення наддністрянського (опільського) говору.
До «Наддністрянського реґіонального словника» внесено такі слова, вживані у Горошовій: бабциска («баба», фамільярне), барабуля («картопля»), барабулянка («картоплиння; бадилля картоплі»), без («бузок»), бичиско («держак батога»), біль («білий гриб; біляк»), блішівка («бляшаний кухоль, чашка»), бузьок («лелека»), ватра («дно в печі»), гладущик («глечик»), головка («маточина; середня частина колеса»), гурбуль («обапіл»), добинька («довбня; колода, на якій рубають дрова»), зілница («бочка для зоління; жлукто»), змолотник («молотник»), капейстра («вуздечка») капкан («пастка для щурів, мишей»), кічка («передня чи задня частина воза»), ковтач («дятел»), корито («ночви»), корса («передня загнута частина полозів»), кочян («качан капусти»), лівак («шульга»), під («горище над хатою»), праник («дерев'яний валок, яким вибивають білизну під час прання»), рибіна («горобина»), рогач («жук-рогач»), сесе («ось це»), скап («капіж»), скрут («поворотна подушка передньої частини воза»), фастка («мишоловка»), хойданка («гойдалка»), хороми («сіни»).

### Фольклор
Легенди, записані в Горошові:
- Як виникло наше село Горошова [Архівовано 4 березня 2016 у Wayback Machine.]
- Гандзелів [Архівовано 4 березня 2016 у Wayback Machine.]
- Микитова яма [Архівовано 4 березня 2016 у Wayback Machine.]
- Золотий дзвін [Архівовано 3 червня 2019 у Wayback Machine.]
- Кричунка [Архівовано 26 березня 2022 у Wayback Machine.]
- Ремізія [Архівовано 4 березня 2016 у Wayback Machine.]
- Семенів яр [Архівовано 26 березня 2022 у Wayback Machine.]

## Відомі люди

### Народилися
- сотник УПА Б. Никорчук
- доктор медичних наук, громадський діяч у Канаді Д. Ціпивник
- етнограф, фольклорист Яківчук Авксентій Федорович (1926—2006)

### Проживали, перебували
- Макух Іван — український галицький державний, громадсько-політичний діяч. Переховувався у своєї дочки під час «перших совітів».

## Світлини

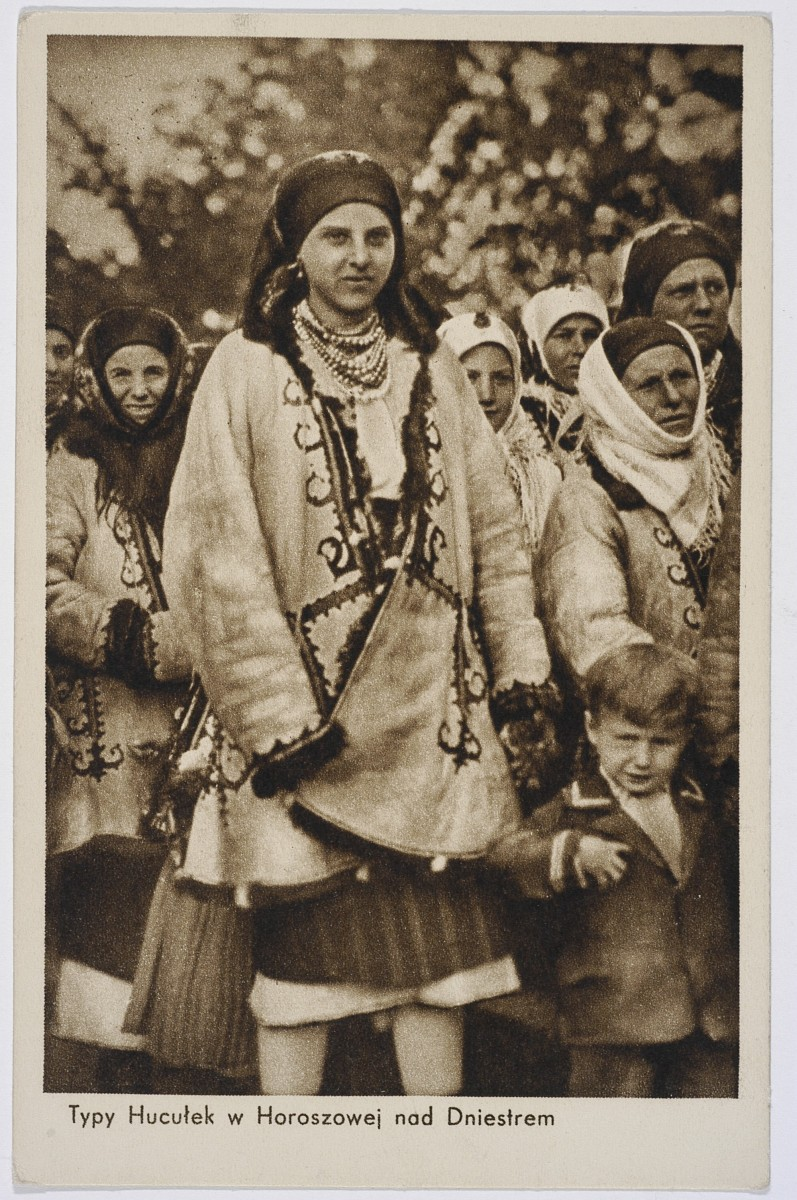
Горошова 1937